# 나미브수박
나미브수박, 나미브트싸마 수박(Namib tsamma)은 박과 수박속에 속하는 여러해살이 덩굴식물이다. 나미비아와 남아공에 걸친 나미브사막에서 자생한다. 칼라하리수박과 근연종이며, 칼라하리수박과 마찬가지로 과육이 단단하고 흰색이며 쓴맛이 난다.
덩굴은 최대 2 미터까지 자라며, 노란색 꽃이 핀다. 사막에서 자라는 만큼 강인한 식물로, 물이 없고 뙤약볕이 내리쬐는 환경에서도 생존한다. 여러해살이풀로서 줄기는 생존하지만 잎은 매년 죽고 다시 난다. 깊은 지하수와 아침 안개를 수분으로 삼아 살아가며, 사막의 야생동물들에게 주요한 수분 공급원이다.